# جنی لمی
جنی لمی (انگلیسی: Jenny Lamy؛ زادهٔ ۲۸ فوریهٔ ۱۹۴۹) ورزشکار دو و میدانی، و دونده اهل استرالیا است.